# Pavel Bugalo
Pavel Bugalo (uzb. cyr. Павел Бугало, ros. Павел Бугало, Pawieł Bugało; ur. 21 sierpnia 1974 w ZSRR) – uzbecki piłkarz grający na pozycji bramkarza. Obecnie zawodnik Bunyodkoru Taszkent. Reprezentant kraju.
W 1996 i 1997 roku był wybierany najlepszym młodym piłkarzem Uzbekistanu jako piłkarz Paxtakoru Taszkent. Później grał w Ałanija Władykaukaz i w Kazachstanie gdzie w 2002 roku z klubem Żenis Astana zdobył mistrzostwo kraju.
Od 1995 roku występuje w reprezentacji Uzbekistanu i był w składzie tego kraju Puchar Azji w 1996, 2000, 2004, 2007.